# Kristin Lauter
Kristin Estella Lauter (Appleton, Estados Unidos, 1969) es una matemática y criptógrafa estadounidense cuyo interés de investigación es, en general, la aplicación de la teoría de números y la geometría algebraica en la criptografía. Es particularmente conocida por su trabajo en el área de la criptografía de curva elíptica . Fue investigadora en Microsoft Research en Redmond, Washington, de 1999 a 2021 y directora del Grupo de Criptografía de 2008 a 2021; su grupo desarrolló Microsoft SEAL. En abril de 2021, Lauter se unió a Facebook AI Research (FAIR) como director de investigación científica de la costa oeste. Se convirtió en la presidenta electa de la Asociación de Mujeres en Matemáticas en febrero de 2014 y se desempeñó como presidenta del 1 de febrero de 2015 al 31 de enero de 2017.

## Educación y carrera
Lauter recibió su Licenciatura en Artes, Maestría en Ciencias y doctorado, todos en matemáticas, de la Universidad de Chicago, en 1990, 1991 y 1996, respectivamente.
Antes de unirse a Microsoft, ocupó cargos como investigadora visitante en Max Planck Institut fur Mathematik en Bonn, Alemania (1997), profesora asistente de investigación T.H. Hildebrandt en la Universidad de Míchigan (1996-1999) e investigadora visitante en el Institut de Mathematiques Luminy en Francia (1999).
En 1999, Lauter se unió a Microsoft para trabajar en su investigación sobre criptografía. Ha trabajado en el desarrollo de nuevos sistemas criptográficos, investigando sobre sistemas post cuánticos e investigando para encontrar fallas en los sistemas criptográficos actuales.
En 2005, trabajó con compañeros de trabajo en Microsoft para desarrollar un algoritmo criptográfico a partir de gráficos de isogenia supersingulares. Creó una función HASH a partir de ella y la presentó en el concurso de funciones hash del NIST.
La Dra. Kristin Lauter también es conocida por su trabajo en el cifrado homomórfico, que se ha utilizado comúnmente en el aprendizaje automático, la construcción de modelos matemáticos, la IA privada y la recopilación de datos genómicos.. También ha trabajado en el cifrado con la Nube. Ha dado muchos tutoriales sobre encriptación homomórfica para diversas audiencias. Un tutorial específico sobre encriptación homomórfica le permitió conocer a algunos organizadores de iDASH a quienes les explicó sus técnicas de encriptación, como la distancia de edición y las estadísticas de chi-cuadrado.
A partir de abril de 2021, Lauter se unió a Facebook AI Research como directora de ciencia de investigación de la Costa Oeste y lideró los laboratorios de Seattle y Menlo Park con grupos dedicados a la investigación en Aprendizaje automático básico, visión por ordenador, robótica, procesamiento del lenguaje natural y otras áreas.

## Vocación
Es cofundadora de Women in Numbers Network (WIN), una comunidad de colaboración de investigación para mujeres en teoría de números. La primera conferencia se llevó a cabo en 2008 y se denominó Conferencia WIN. Grupos de teóricos de números trabajan en investigación y han publicado alrededor de 50 artículos. Formó parte del Consejo Asesor de la Estación de Investigación Internacional de Banff y del Consejo de la Sociedad Matemática Estadounidense. Se desempeñó como presidenta de la Asociación de Mujeres en Matemáticas 2015-2017. Actualmente es miembro de la Junta Directiva del Instituto de Investigación de Ciencias Matemáticas (MSRI); su mandato en la Junta de MSRI fue de 2018 a 2022.

## Reconocimientos
Lauter y sus coautores recibieron el premio Selfridge en ANTS VIII por su artículo Computing Hilbert Class Polynomials. Fue elegida miembro de la Clase de Pares de 2015 de la American Mathematical Society "por sus contribuciones a la geometría aritmética y la criptografía, así como por su servicio a la comunidad".
En 2017, fue seleccionada como miembro de la Asociación de Mujeres en Matemáticas en la clase inaugural.
Fue electa como profesora de Pólya para la Asociación Matemática de América, con una duración de 2018 a 2020.
En 2020, fue elegida miembro de la Sociedad de Matemáticas Industriales y Aplicadas (SIAM): "Kristin E. Lauter, Microsoft Research, está siendo reconocida por el desarrollo de la criptografía práctica y por su liderazgo en la comunidad matemática".
En 2020, fue elegida miembro de la Asociación Americana para el Avance de la Ciencia, en la Sección de Matemáticas.
En 2021, Lauter fue elegida miembro de honor de la Real Sociedad Matemática Española. La Real Sociedad Matemática Española (RSME), fundada en 1911, es la sociedad matemática más antigua de España.
En 2022 fue seleccionada para ser la profesora comunitaria de SIAM Block.